# Cartoon Orbit
Cartoon Orbit est un jeu en réseau en ligne créé par Turner Online afin de faire la publicité de ces émissions et partenaires. Créé en parallèle au site officiel de la chaîne télévisée Cartoon Network, Cartoon Orbit est lancé en ligne en octobre 2000. Il se centre principalement sur un jeu de cartes en ligne appelé cToons. Néanmoins, le site souffre de problèmes de maintenance au début de 2005. Le 16 octobre 2006, Cartoon Network décide de fermer Cartoon Orbit.

## Histoire
Cartoon Orbit est lancé par Sam Register, également à l'origine du développement du site Internet CartoonNetwork.com en 1998. Il devient directeur créatif de ce site ainsi que celui de Cartoon Orbit entre 2000 et 2001 avant de se focaliser principalement à la chaîne Cartoon Network dans ces studios à Los Angeles. Après le départ de Register, Art Roche prend sa place. Lisa Furlong Jones, Sharon Karleskint Sharp, et Robert Cass endossent la création des contenus, ainsi que Noel Saabye et Brian Hilling qui s'occupent de l'animation. Le site est mis en ligne en mai 2000, avec une phase en bêta en septembre la même année. Le nom original du site devait être « Cartooniverse », mais il est par la suite changé car déjà utilisé. Ce nom peut être aperçu dans quelques animations et captures d'écran. Viant (en) s'est également occupé du site. Cartoon Orbit est lancé en octobre 2000 en guise de communauté en ligne dont l'inscription est obligatoire. La communauté s'agrandit à 150 000 membres à la mi-décembre, puis à 300 000 membres supplémentaires en février 2001,. La communauté totalise 850 000 membres en octobre 2001.

### Déclin
Durant les premières années après son lancement, le site est régulièrement mis à jour. Début 2005, Turner Online freine la maintenance du site Cartoon Orbit. Les mises à jour cessent en février 2006, et nombreux bugs ne sont pas fixés. Le 17 août 2006, Cartoon Network retire la navigation pour Cartoon Orbit depuis sa page d'accueil. Cartoon Orbit ferme officiellement le 16 octobre 2006.

## Description
Lors de leur inscription, les joueurs obtiennent des points afin d'acheter des stickers, appelés cToons, depuis le service d'offres en ligne du site, appelé cMart. Les joueurs pouvaient également recevoir des items cToons, gToons, et cRings en entrant des codes spéciaux.